# Skotten
| Stig Lindbergs "Skotten" i rött och blått. |  | Stig Lindbergs "Skotten" i rött och blått. |
| Stig Lindbergs "Skotten" i rött och blått. |  |                                            |

Skotten är en sparbössa i plast, som formgavs av Stig Lindberg 1961 för Svenska Handelsbanken till bankens 90-årsjubileum. 
Förebilden är en Skotsk terrier och Stig Lindberg ägde en sådan som hette "Simon". Sparbösse-Skotten tillverkades i röd, blå och svart plast av AB Gustavsbergs Fabriker och är omkring 17 centimeter lång och 12 centimeter hög. Även silver- och guldfärgade varianter har förekommit.
Till Handelsbankens 100-årsjubileum gjordes en kollektion skottar i brun keramik i tre storlekar.